# 白種元
白種元（韩语：／ Baek Jong-won，1966年9月4日—）是一位知名韓國料理美食家、企業家、主廚和主持人，擔任Netflix全世界收視率第一名的韓國熱門美食料理节目《黑白大廚：料理階級大戰》的主要評審，他也是全球5700多間直營加盟店、50個品牌的代表和餐饮集团《The Born Korea》首席执行官。

## 經歷
白种元的家庭在礼山郡当地颇有名望，父亲白承铎在湖西地方从事教育工作数十年，先后担任多个高中的校监及多个大学的教授，亦曾任职文教部（今韩国教育部）及忠清南道教育监（1988-1996年，相当于教育厅长）。白种元在忠清南道上完初中后就去首爾读高中及大学，毕业后便于1989年服兵役，期满后便凭借大学时代打工的经历，于1993年在江南論峴洞開設首間餐廳「元祖包飯」，并于1994年1月创立The Born Korea，自任首席执行官。他希望自己的品牌能主打制作容易且口味统一的菜品，便于大范围推广。
1990年代中期，白种元的餐饮事业蒸蒸日上，于是他又投资建筑业，却因亚洲金融危机巨亏，背上17亿韩元债务，从此再不涉足餐饮以外的产业。他当时一度动了轻生念头，但抱着最后一丝希望前往香港后，看到很多美食店铺，最终决定坚持下来。他取得所有债主同意，从最初的包饭店做起，曾有两年左右时间，他早上4点便去采购食材，6点开始备餐，每天只有4小时睡眠时间。
1998年，他创立了第二个餐饮品牌“韩信包车”（“包车”即“包装马车”，意为大排档）；2002年，他创立了“本家”韩式料理；此后还有主打韩式中餐的“香港饭店”、以啤酒和下酒菜为主的“白氏啤酒”、以青岛同名市场为灵感的正宗中餐连锁“李村市场”、主打猪肉烤肉的“本新村”、拌饭品牌“白种元拌吧”以及饮品店“白啡茶房”等。2022年8月时，他的各品牌连锁店铺在韩国有超过2300家店，海外店铺则超过100家，当中以中国最多（21家），日本（19家）和美国（18家）次之。
2013年，他与小自己15岁的演员苏有珍结婚，成为一时话题。后来在2015年，他出演了《My Little Television》，在网络直播中亲自上阵教观众做菜，靠着幽默的讲解和简单易懂的烹饪方法，连续六次斩获收视份额冠军。而之後更持續參與拍攝一系的《家常飯白老師》、《白種元的三大天王》等美食綜藝節目，其内容多以探店及教授烹饪技法为主，亦在节目《美味的广场》中利用人脉和影响力帮韩国农民打开滞销农产品销路。
白种元亦身兼禮山禮德里教學組織（禮山高等學校，禮山女子高等學校）的總裁。

### 争议
白种元的烹饪思路皆是以简单易做且易于大规模烹调为主，但是这遭到了饮食评论家黄教益的猛烈批评，也曾被专业厨师质疑没有经过专门训练而显得经验不足。
另外，白种元亦参与《白种元的小巷餐厅》拍摄，其中一家炸猪排店的金姓店主制作的炸猪排让白种元赞叹有加，促成其直接在自家的济州岛旅馆内闢出空间供其开店，后来更收为自家品牌之一，并在东京大久保开设专供外卖的分店。但是因为其分店负责人皆是熟人，以及在节目中极力推荐此店，亦有舆论质疑白种元可能借此营销自家品牌，有违拍节目的初衷。

## 家庭
- 祖父：白昌鉉（백창현）（禮德學院（朝鲜语：예덕학원）的創始人）
- 父親：白承鐸（朝鲜语：백승탁）（前忠南教育部部長，葉村雄教育文化基金會前主席）
- 妻子：韓國女演員蘇有珍[20]，二人於2013年1月19日完婚。[21]
- 兒女：大兒子白龍熙、大女兒白瑞賢、小女兒白世恩[註 1][23]

## 參與節目

### 綜藝固定出演
| 播放日期       | 播放日期       | 播出頻道 | 節目名稱               | 集數  | 備註   |
| 首播           | 終映           | 播出頻道 | 節目名稱               | 集數  | 備註   |
| 2014年9月18日  | 2014年12月4日  | O'live   | 韓國食品工藝           | 12集  | 第二季 |
| 2015年5月19日  | 2016年1月26日  | tvN      | 家常飯白老師           | 38集  | 第一季 |
| 2015年5月21日  | 2015年8月6日   | tvN      | 韓國食品工藝           | 12集  | 第三季 |
| 2015年8月28日  | 2017年7月14日  | SBS      | 白種元的三大天王       | 94集  |        |
| 2016年3月22日  | 2016年11月22日 | tvN      | 家常飯白老師           | 36集  | 第二季 |
| 2016年9月23日  | 2016年10月7日  | tvN      | 白老師放煮假－吃睡吃   | 3集   | 第一季 |
| 2016年11月29日 | 2016年12月13日 | tvN      | 白老師放煮假－吃睡吃   | 3集   | 第二季 |
| 2016年12月20日 | 2016年12月27日 | tvN      | 白老師放煮假－吃睡吃   | 2集   | 第三季 |
| 2017年2月14日  | 2017年11月28日 | tvN      | 家常飯白老師           | 42集  | 第三季 |
| 2017年7月21日  | 2017年12月29日 | SBS      | 白種元的快餐車         | 22集  |        |
| 2018年1月5日   | 2021年12月29日 | SBS      | 白種元的胡同餐館       | 200集 |        |
| 2018年4月23日  | 2018年6月11日  | tvN      | 街頭美食鬥士           | 8集   |        |
| 2019年5月18日  | 2019年5月25日  | SBS      | 白種元的神秘廚房       | 2集   | 試播   |
| 2019年6月8日   | 2019年8月17日  | tvN      | 高校供餐王             | 11集  |        |
| 2019年9月13日  | 2019年9月13日  | SBS      | 美味的廣場             | 1集   | 試播   |
| 2019年9月22日  | 2019年11月24日 | tvN      | 街頭美食鬥士2          | 10集  |        |
| 2019年12月1日  | 2020年2月9日   | JTBC     | 糧食的樣式             | 8集   |        |
| 2019年12月5日  | 2021年9月9日   | SBS      | 美味的廣場             | 90集  |        |
| 2020年6月20日  | 2021年2月27日  | MBC      | 白father:不要停止料理  | 35集  |        |
| 2021年1月4日   | 2021年1月11日  | Netflix  | 韓式五花肉狂想曲       | 2集   |        |
| 2021年4月2日   | 2021年5月21日  | JTBC     | 白種元的四季           | 8集   |        |
| 2021年6月28日  | 2021年10月4日  | KBS2     | 白種元Class            | 14集  |        |
| 2021年7月2日   | 2021年8月20日  | JTBC     | 白種元的國民飲食       | 8集   |        |
| 2021年8月20日  | 2021年8月20日  | Netflix  | 韓式冷麵狂想曲         | 2集   |        |
| 2021年10月1日  | 2021年10月1日  | Netflix  | 白种元的醉话人生       | 6集   |        |
| 2021年10月11日 | 至今           | KBS2     | 白種元Class2           | 未知  |        |
| 2021年12月9日  | 2021年12月9日  | Netflix  | 韓牛狂想曲             | 2集   |        |
| 2022年5月26日  | 2022年10月6日  | tvN      | 白Packer               | 20集  |        |
| 2023年4月2日   | 2023年6月25日  | tvN      | 生意天才白社長         | 13集  |        |
| 2023年10月29日 | 2024年2月4日   | tvN      | 生意天才白社長2        | 14集  |        |
| 2024年2月8日   | 2024年2月15日  | Netflix  | 韓式炸醬麵狂想曲       | 2集   |        |
| 2024年5月27日  | 2024年11月10日 | tvN      | 白Packer2              | 24集  |        |
| 2024年9月17日  | 2024年10月8日  | Netflix  | 黑白大廚：料理階級大戰 | 12集  |        |
| 2024年11月30日 | 2025年         | ENA      | 白种元的悲惨世界       |       |        |

### 綜藝嘉賓出演
| 播放年份 | 播放頻道 | 節目名稱                 | 備註                                                                   |
| 2010年   | KBS2     | 《VJ突擊隊》             | 以受訪問身份發表對事件的見解 （題材為<償還全國各地的260家商店的債務>） |
| 2013年   | SBS      | 《Healing Camp》         | EP-78、100、159、166－167                                              |
| 2013年   | MBC      | 《Cultwo的天台Show》     | 陸軍的食物世界（9月30日－10月1日）                                     |
| 2013年   | MBC      | 《真正的男人》           | 海軍第2艦隊烹飪比賽評審委員（EP-36）                                   |
| 2014年   | KBS2     | 《Happy Together》       | EP-378（聖誕節特輯）                                                   |
| 2014年   | EBS      | 《世界地圖集》           |                                                                        |
| 2015年   | MBC      | 《My Little Television》 | EP-1－14、33－34                                                       |
| 2015年   | KBS2     | 《演藝家中介》           | 名人Hotclick                                                           |
| 2016年   | KBS2     | 《戰鬥旅行》             | 澳門                                                                   |
| 2017年   | tvN      | 《姜食堂》               | 特別嘉賓                                                               |
| 2019年   | tvN      | 《Coffee Friends》       | EP-6、7 打工仔                                                         |
| 2019年   | KBS2     | 《對話的喜悅시즌 2》     | EP-1                                                                   |
| 2019年   | tvN      | 《姜食堂 (第二季)》      | 特別嘉賓                                                               |
| 2020年   | tvN      | 《我獨自李食堂》         | 特別嘉賓                                                               |

## 著作
1. 2004年《돈 버는 식당 비법은 있다》（暫譯：一個餐館賺錢的秘密）出版社：청림출판사[26]、ISBN：9788935205813
2. 2009年《백종원의식당조리비책》（暫譯：白種元的秘密烹飪食譜）出版社：한국외식정보[27]、ISBN：9788987931289
3. 2010年《초짜도대박나는전문식당》（暫譯：初學者的專業餐廳管理）出版社：서울문화사[28]、ISBN：9788926390856
4. 2010年《무조건성공하는작은식당》（暫譯：總是成功的餐廳）出版社：서울문화사[29]、ISBN：9788926390849
5. 2010年《외식경영 전문가 백종원의 창업레시피 세트》（暫譯：專業餐廳管理者白種元的食譜集）出版社：서울문화사[30]、ISBN：9788926390900
6. 2013年《백종원의육》（暫譯：白種元的肉）出版社：한국외식정보[31]、ISBN：9788987931333
7. 2014年《백종원이 추천하는 집밥 메뉴 52》（暫譯：白種元推薦的52種家居食譜）出版社：서울문화사[32]、ISBN：9788926396674
8. 2016年《백종원이 추천하는 집밥 메뉴 54》（暫譯：白種元推薦的54種家居食譜）出版社：서울문화사[33]、ISBN：9788926396858
9. 2016年《백종원의장사이야기》（暫譯：白種元的管理故事）出版社：서울문화사[34]、ISBN：9788926396902
10. 2017年《백종원이추천하는집밥메뉴 55》（餐飲專家白種元的特選家常菜55[35]）出版社：서울문화사[36]、ISBN：9788926366028

## 備註
1. ↑  蘇有珍於2017年8月11日當天宣布孕有第三胎，後於2018年2月8日產下小女兒。[22]

## 外部連結
- 白鐘元的料理秘笈 （页面存档备份，存于）的YouTube
- The Born Korea （页面存档备份，存于）大韓民國飲食集團